# 圣母升天圣殿主教座堂 (凯尔采)
圣母升天圣殿主教座堂（波兰语：Bazylika katedralna Wniebowzięcia Najświętszej Maryi Panny）位于波兰凯尔采市中心的城堡山（Wzgórze Zamkowe），是一座罗马天主教宗座圣殿、天主教凯尔采教区的主教座堂，巴洛克建筑，该市最重要的古迹之一。教堂、钟楼及主教宫占据城市中心，并有红色足迹进行导览。